# Erótica (gênero)

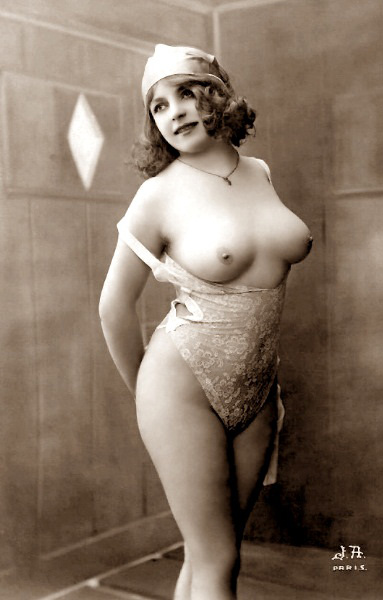
Fernande (1910–1917) Cartão postal francês de Jean Agélou

Erótica é a literatura ou arte que lida substancialmente com assuntos eróticos, sexualmente estimulantes ou sexualmente excitantes. Alguns críticos consideram a pornografia como um tipo de erotismo, mas muitos a consideram diferente. A arte erótica pode usar qualquer forma artística para representar conteúdo erótico, incluindo pintura, escultura, teatro, filme ou música. A literatura erótica e a fotografia erótica tornaram-se gêneros por si só. O erotismo também existe em vários subgêneros, incluindo o erotismo gay, lésbico, bondage feminino, de monstros e de tentáculos.
Erótica deriva da forma feminina do adjetivo grego antigo: ἐρωτικός (erōtikós), de ἔρως (érōs) - palavras usadas para indicar luxúria e amor sexual.
Curiosa são curiosidades ou raridades, especialmente livros incomuns ou eróticos.

## Erótica e pornografia

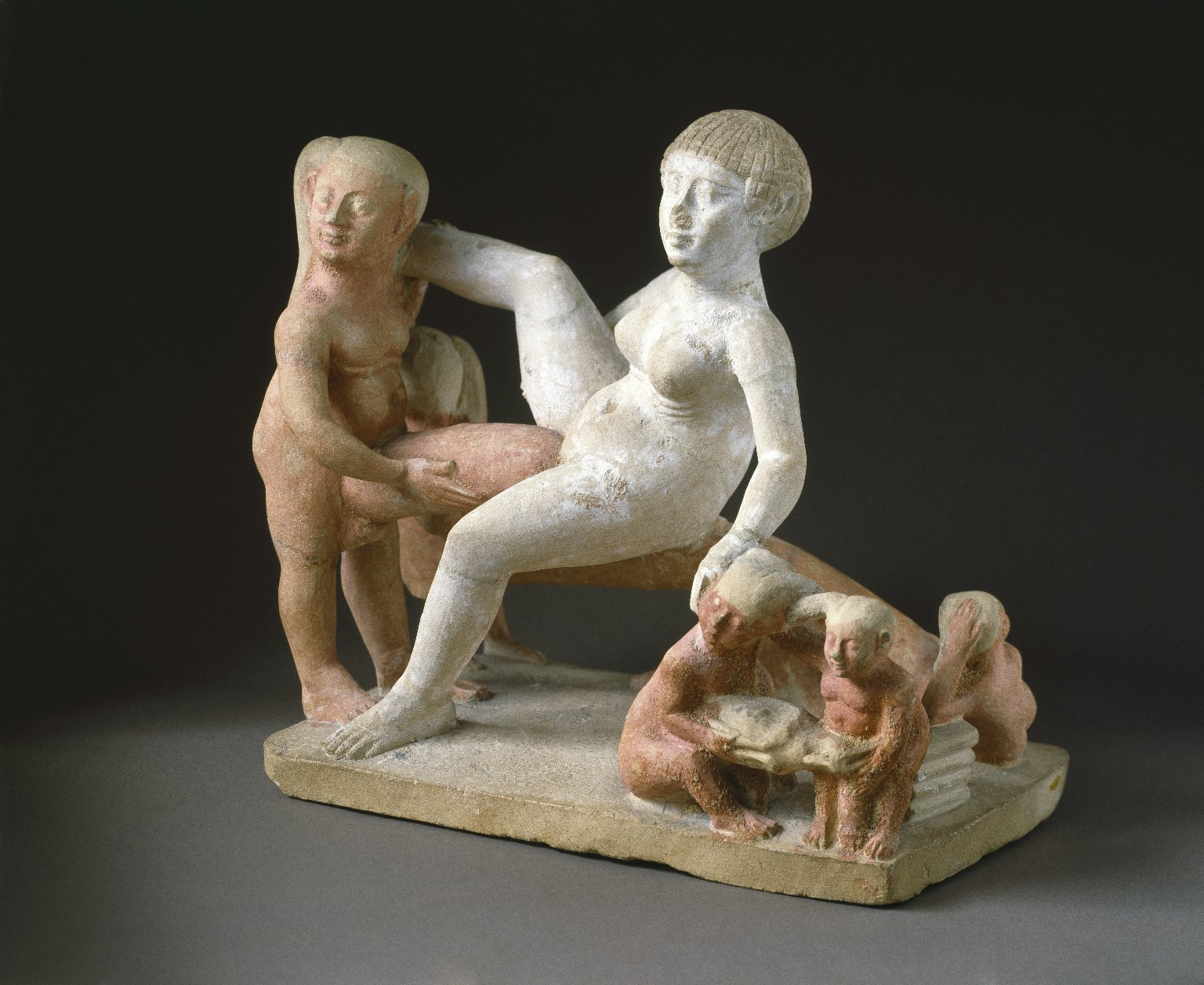
Escultura erótica antiga do Egito Ptolomaico.

Geralmente, é feita uma distinção entre erotismo e pornografia (e o gênero menos conhecido de entretenimento sexual, a linguagem vulgar), embora alguns espectadores não consigam distinguir entre eles. Uma distinção importante, segundo alguns, é que o objetivo da pornografia é a representação gráfica de cenas sexualmente explícitas. Ao mesmo tempo, o erotismo "busca contar uma história que envolva temas sexuais" que incluam uma representação mais plausível da sexualidade humana do que na pornografia. Além disso, as obras consideradas degradantes ou exploradoras tendem a ser classificadas por aqueles que as veem como tal, como "pornografia" em vez de "erotismo" e, consequentemente, a pornografia é frequentemente descrita como exploradora ou degradante.
Para a ativista antipornografia Andrea Dworkin, "o erotismo é simplesmente pornografia de alta classe; mais bem produzida, mais bem concebida, mais bem executada, mais bem embalada, projetada para uma classe melhor de consumidores". A escritora feminista Gloria Steinem distingue o erotismo da pornografia, escrevendo: "O erotismo é tão diferente da pornografia quanto o amor é diferente do estupro, quanto a dignidade é diferente da humilhação, quanto a parceria é diferente da escravidão, quanto o prazer é diferente da dor." O argumento de Steinem se baseia na distinção entre reciprocidade e dominação, como ela escreve: "A pornografia, flagrante ou sutil, não envolve igualdade de poder ou reciprocidade. Na verdade, grande parte da tensão e do drama vem da ideia clara de que uma pessoa está dominando a outra."